# استرلینگ (ایلینوی)
استرلینگ، ایلینوی (به انگلیسی: Sterling, Illinois) یک شهر در ایالات متحده آمریکا با جمعیت ۱۵٬۳۷۰ نفر است که در Whiteside County واقع شده‌است.

## موقعیت جغرافیایی
موقعیت جغرافیایی شهرها و مناطق اطراف به شرح زیر است: